# Pachyornis
Pachyornis är ett fågelsläkte i familjen mindre moafåglar inom den utdöda ordningen moafåglar. Släktet omfattar tre arter som alla förekom i Nya Zeeland och dog ut under holocen:
- Tofsmoa (Pachyornis australis)
- Tranmoa (Pachyornis geranoides)
- Kortbent moa (Pachyornis elephantopus)